# WrestleMania XXVIII

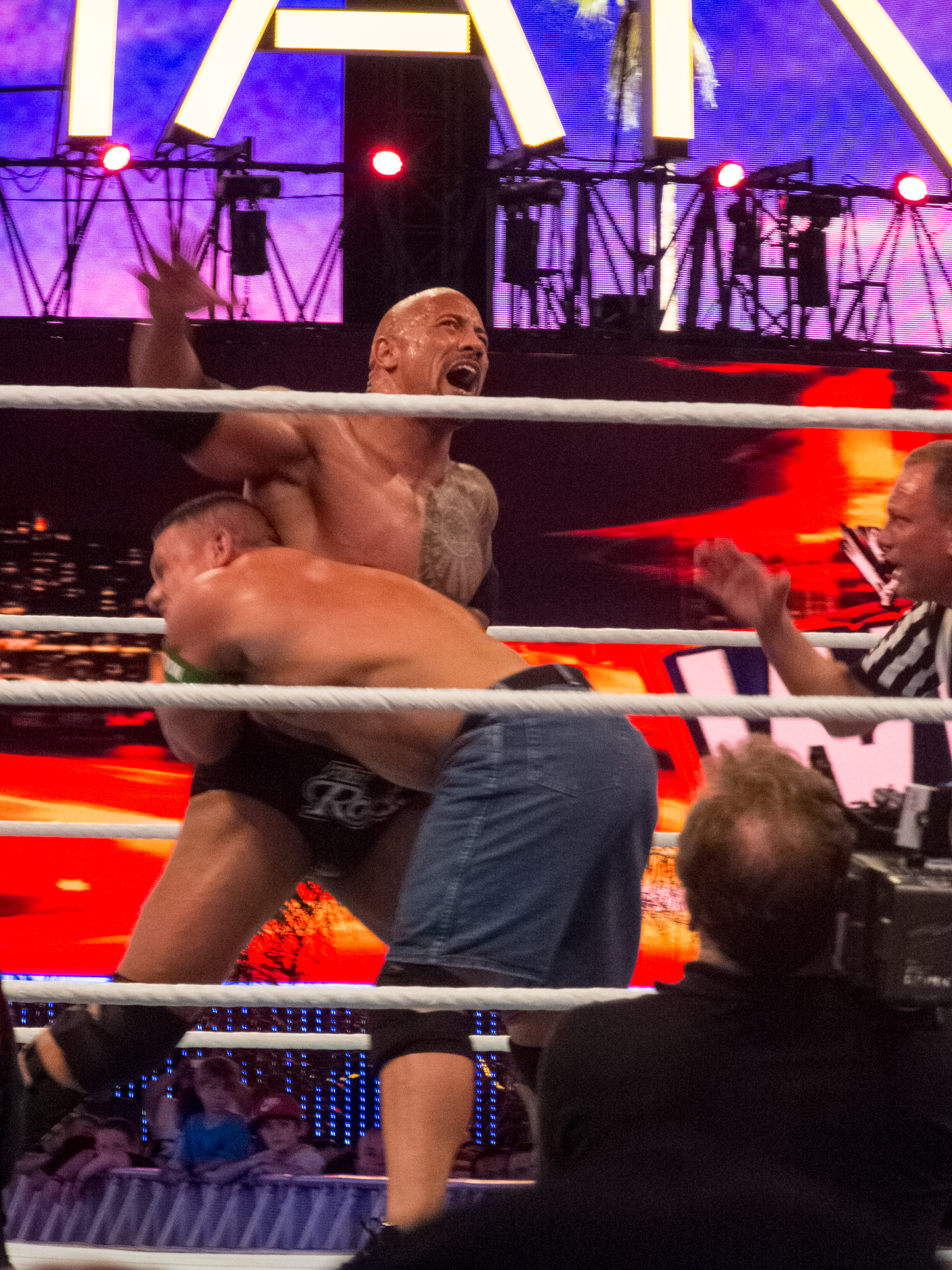
Cena vs The Rock în marele eveniment de la WrestleMania 28

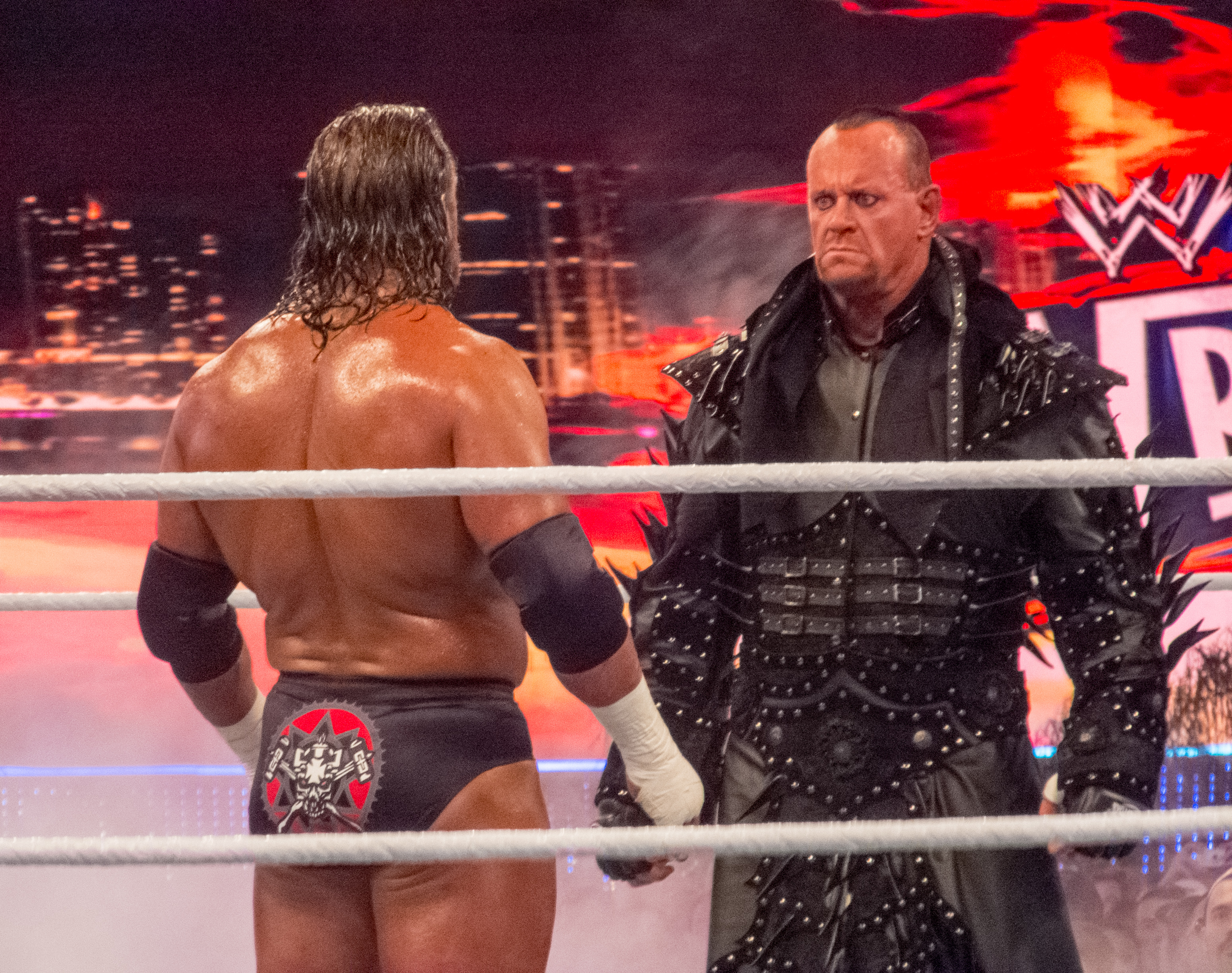
Wrestlemania 28 Undertaker vs HHH

WrestleMania XXVIII este a douăzeci și opta ediție a WrestleMania organizată de World Wrestling Entertainment. A avut loc pe data de  1 aprilie 2012, fiind găzduit de Miami, Florida.

### Meciuri
| #                                                  | Match | Stipulation |
| -------------------------------------------------- | --- | --- |
| 1                                                  | The Rock bate pe John Cena | Meci simplu |
| 2                                                  | Sheamus bate pe Daniel Bryan (c) | Meci simplu pentru titlul La categoria grea                                                                                   |
| 3                                                  | The Undertaker bate pe Triple H. | Iadul în cușcă, cu arbitrul special Shawn Michaels                                                                            |
| 4                                                  | CM Punk (c) bate pe Chris Jericho. | Meci simplu pentru titlul WWE                                                                                                 |
| 5                                                  | Big Show bate pe Cody Rhodes (c) . | Meci simplu pentru titlul WWE Intercontinental Championship                                                                   |
| 6                                                  | Team Teddy Long (Santino Marella, Kofi Kingston, R-Truth, Zack Ryder, The Great Khali și Booker T) pierd împotriva Team John Laurinaitis (David Otunga, Mark Henry, Drew McIntyre, Dolph Ziggler, Jack Swagger și The Miz). | 12-Man Tag Team.(Cine câștigă, este Managerul General al RAW-ului și al Smackdown-ului, între Teddy Long și John Laurinaitis) |
| 7                                                  | Kelly Kelly et Maria Menounos bate pe Beth Phoenix și Eve Torres. | Divas Tag Team |
| 8                                                  | Randy Orton pierde împotriva lui Kane. | Meci simplu |
| (c) înseamnă campionii care-și pun titlul în meci. | | |